# Cantone di Limón
Il cantone di Limón è un cantone della Costa Rica facente parte della provincia omonima.

## Geografia antropica

### Suddivisioni amministrative
Il cantone  è suddiviso in 4 distretti:
- Limón
- Matama
- Río Blanco
- Valle la Estrella

## Economia
L'economia è trainata dal sistema portuale del capoluogo, attraverso il quale transita quasi il 90% delle importazioni ed esportazioni per e dalla Costa Rica. 
Svolge un ruolo importante anche la raffineria di petrolio della Recope, alle porte di Puerto Limón. Altre industrie sono quelle della carta e quelle che producono gli imballaggi per le banane di cui il cantone è esportatore a livello internazionale. I collegamenti sono assicurati da un importante terminal di autobus che ha sede in città e dall'aeroporto, uno dei principali del paese. L'emittente radiofonica Radio Casinò è una delle più quotate dell'intera nazione.